# Герцог Кларенс и Эвондейл
Герцог Кларенс и Эвондейл (англ. Duke of Clarence and Avondale) — дворянский титул в системе пэрства Соединённого королевства. Существовали также титулы «герцог Кларенс» (в пэрстве Англии), «герцог Кларенс и Сент-Эндрюс» (в пэрстве Великобритании) и «граф Кларенс» (в пэрстве Соединённого королевства).

## История титула
В средневековой Англии существовал титул «герцог Кларенс», который несколько раз присваивался младшим членам английской королевской семьи. Позже для членов британской королевской семьи создавались также титулы «герцог Кларенс и Сент-Эндрюс» (в пэрстве Великобритании) и «граф Кларенс» (в пэрство Соединённого королевства).
24 мая 1890 года королева Великобритании Виктория создала для своего внука Альберта Виктора, старшего сына принца Уэльского и будущего короля Эдуарда VII титулы герцога Кларенса и Эвондейла и графа Атлона. Но в январе 1892 года герцог незадолго до своей свадьбы умер от пневмонии, не оставив наследников, после чего его титулы отошли к короне. 

## Герцоги Кларенс и Эвондейл (1890)
- 1890—1892: Принц Альберт Виктор Кристиан Эдвард (8 января 1864 — 14 января 1892), герцог Кларенс и Эвондейл и граф Атлон с 1890 года, старший сын принца Уэльского и будущего короля Великобритании Эдуарда VII и Александры Датской[4][5].